# Hiroki Fudžiharu
Hiroki Fudžiharu (* 28. listopad 1988) je japonský fotbalista.

## Klubová kariéra
Hrával za Gamba Osaka.

## Reprezentační kariéra
Hiroki Fudžiharu odehrál za japonský národní tým v roce 2015 celkem 3 reprezentační utkání.

## Statistiky
| Japonsko | Japonsko | Japonsko |
| Roky     | Záp.     | Góly     |
| -------- | -------- | -------- |
| 2015     | 3        | 0        |
| Celkem   | 3        | 0        |